# Ауригиди
Ауригиди (или α-Ауригиди) су метеорски рој повезан са дугопериодичном кометом C/1911 N1. Ауригиди су први пут забележени 1935. године, са максимумом активности у раним јутарњим сатима 1. септембра. Виђено је 25 — 30 метеора на сат. Новији скокови у активности су били 1986, 1994. и 2007. године. Појачана активност 2007. године је била у складу са предвиђањима заснованим на претпоставци да је C/1911 N1 матично тело Ауригида, и ЗХР у максимуму је износио 132±26. Видео-посматрања Ауригида дају нешто другачије параметре од оних наведених у табели: активност 28. август — 5. септембар, максимум 1. септембра (λ⊙ = 158°,6), координате радијанта α = 91°, δ = +39°